# 桑名警察署
桑名警察署（くわなけいさつしょ）は、三重県警察が管轄する警察署の一つである。

## 所在地
- 三重県桑名市江場626-2

## 管轄区域
- 桑名市
- 桑名郡木曽岬町

## 沿革
- 1948年（昭和23年）3月：警察法施行で、国家地方警察桑名地区警察署と自治体警察の桑名市警察署が発足。
- 1954年（昭和29年）7月1日：警察法改正により桑名地区警察署と桑名市警察署が廃止、三重県警察が発足。三重県桑名警察署となる。
- 2004年（平成16年）12月6日：管内の旧・桑名市と桑名郡2町（多度町、長島町）が新設合併し、新・桑名市となったため、管轄区域市町村数が、1市3町から、1市1町になった。

## 組織
- 会計課
  - 会計係
- 警務課
  - 警務係
  - 安全相談・被害者支援係
- 留置管理課
  - 留置管理係
- 生活安全課
  - 生活安全係
  - 少年係
  - 捜査係
- 地域課
  - 企画指導係
  - 事件指導・教養係
  - 地域係
  - 通信指令係
- 刑事第一課
  - 捜査庶務係
  - 強行盗犯係
  - 鑑識係
- 刑事第二課
  - 知能犯係
  - 組織犯罪対策係
- 交通第一課
  - 交通総務係
  - 交通規制係
- 交通第二課
  - 捜査庶務係
  - 交通指導係
  - 交通捜査係
- 警備課
  - 警備第一係
  - 警備第二係

## 交番
| 交番     | 自治体 | 所在地 |
| -------- | ------ | ------ |
| 大山田   | 桑名市 | 松ノ木 |
| 桑名駅前 | 桑名市 | 桑栄町 |
| 内堀     | 桑名市 | 内堀   |
| 馬道     | 桑名市 | 矢田   |

## 警察官駐在所
| 警察官駐在所 | 自治体   | 所在地       |
| ------------ | -------- | ------------ |
| 多度         | 桑名市   | 多度町多度   |
| 御衣野       | 桑名市   | 多度町御衣野 |
| 深谷         | 桑名市   | 下深谷部     |
| 久米         | 桑名市   | 志知         |
| 長島         | 桑名市   | 長島町又木   |
| 楠           | 桑名市   | 長島町下坂手 |
| 伊曽島       | 桑名市   | 長島町福吉   |
| 木曽岬       | 木曽岬町 | 加路戸       |

### 廃止された警察官駐在所
- 桑名市 -  桑部（桑部）

## 検問所
| 検問所 | 自治体 | 所在地     |
| ------ | ------ | ---------- |
| 北伊勢 | 桑名市 | 長島町又木 |

## 備考
- 警察署のシンボルキャラクター「クラム君」がいる。桑名名物のハマグリを意味する英語から命名されたらしい。